# Ephestiodes erasa
Ephestiodes erasa är en fjärilsart som beskrevs av Heinrich 1956. Ephestiodes erasa ingår i släktet Ephestiodes och familjen mott. Inga underarter finns listade i Catalogue of Life.